# Torneo de Luxemburgo 2018
El BGL BNP Paribas Luxembourg Open 2018 fue un torneo femenino de tenis jugado en pistas cubiertas duras. Se trató de la 28.ª edición de la BGL Luxemburgo Open, y formó parte de los torneos internacionales de la WTA Tour 2018. Se llevó a cabo en Ciudad de Luxemburgo (Luxemburgo) del 15 al 20 de octubre de 2018.

## Distribución de puntos
| Modalidad           | Campeona | Finalista | Semifinales | Cuartos de final | 2ª ronda | 1ª ronda | Clasificadas | 3ª ronda de clasificación | 2ª ronda de clasificación | 1ª ronda de clasificación |
| Individual femenino | 280      | 180       | 110         | 60               | 30       | 1        | 18           | 14                        | 10                        | 1                         |
| Dobles femenino     | 280      | 180       | 110         | 60               | -        | 1        | -            | -                         | -                         | -                         |

## Cabezas de serie

### Individuales femenino
| Tenista            | Ranking | Preclasificada |
| Julia Goerges      | 9       | 1              |
| Garbiñe Muguruza   | 13      | 2              |
| Carla Suárez       | 23      | 3              |
| Camila Giorgi      | 32      | 4              |
| Kateřina Siniaková | 33      | 5              |
| Donna Vekić        | 37      | 6              |
| Maria Sakkari      | 42      | 7              |
| Pauline Parmentier | 49      | 8              |
| Kirsten Flipkens   | 51      | 9              |

- Ranking del 8 de octubre de 2018.[1]

### Dobles femenino
| Tenista                              | Ranking | Preclasificada |
| Lyudmyla Kichenok Katarina Srebotnik | 59      | 1              |
| Kirsten Flipkens Johanna Larsson     | 68      | 2              |
| Irina Bara Xenia Knoll               | 146     | 3              |
| Dalila Jakupović Renata Voráčová     | 147     | 4              |

## Campeonas

### Individual femenino
Julia Goerges venció a  Belinda Bencic por 6-4, 7-5

### Dobles femenino
Greet Minnen /  Alison Van Uytvanck vencieron a  Vera Lapko /  Mandy Minella por 7-6(7-3), 6-2